# Zed
|  | Per a altres significats, vegeu «Zed (empresa)». |

Zed és un grup de música pop-rock provinent de Christchurch Nova Zelanda compost per Ben Campbell, Nathan King, Adrian Palmer i Andy Lynch. Aquest grup musical va fer el seu debut comercial amb el single Oh! Daisy, seguit de I'm Cold i Glorifilia. El seu quart single Renegade Fighter va aconseguir ésser número 1 a les llistes de Nova Zelanda. Posteriorment, vindrien Come On Down i Drivers Side i el seu primer àlbum Silencer.
Després del primer disc, la formació es va prendre un llarg descans i es va establir a Califòrnia per treballar en el seu segon disc, This Little Empire. El primer single, va ser Starlight que va ser inclòs en la banda sonora de la pel·lícula The Hot Chick i el vídeo-clip, interpretat per l'actriu Samia Doumit, va ser utilitzat com a medi promocional del film i inclòs en els extres del DVD. L'èxit del vídeo-clip va projectar a la formació als EUA. Posteriorment vindrien els singles Hard To Find Her, She Glows i Firefly.

## Discografia
Àlbums
- Silencer
- This Little Empire

Senzills
- Oh! Daisy
- I'm Cold
- Glorifilia
- Renegade Fighter
- Come On Down
- Drivers Side
- Starlight
- Hard To Find Her
- Don't Worry Baby
- She Glows
- Firefly